# اوردمانگ
اوردمانگ (به لاتین: Urdmang) یک منطقهٔ مسکونی در پالائو است.